# Дискография Tristania
Дискография норвежской симфо-готик-метал-группы Tristania на сегодняшний день включает в себя 6 полноформатных студийных альбомов, один мини-альбом и два сингла

## Студийные альбомы
| № | Название        | Дата выпуска      | Лейбл          | Чарты | Примечания |
| - | --------------- | ----------------- | -------------- | ----- | ---------- |
| 1 | Widow’s Weeds   | 1998 год в музыке | Napalm Records |       |            |
| 2 | Beyond the Veil | 1999 год в музыке | Napalm Records |       |            |
| 3 | World of Glass  | 2001 год в музыке | Napalm Records |       |            |
| 4 | Ashes           | 2005 год в музыке | SPV GmbH       |       |            |
| 5 | Illumination    | 2007 год в музыке | SPV GmbH       |       |            |
| 6 | Rubicon         | 2010 год в музыке | Napalm Records |       |            |
| 7 | Darkest White   | 2013 год в музыке | Napalm Records |       |            |

## Концертные альбомы
| № | Название     | Дата выпуска      | Лейбл          | Чарты | Примечания |
| - | ------------ | ----------------- | -------------- | ----- | ---------- |
| 1 | Widow's Tour | 1999 год в музыке | Napalm Records |       |            |

## Мини-альбомы
| № | Название  | Дата выпуска      | Лейбл          | Чарты | Примечания |
| - | --------- | ----------------- | -------------- | ----- | ---------- |
| 1 | Tristania | 1997 год в музыке | Napalm Records |       |            |

## Синглы
| № | Название | Дата выпуска      | Лейбл          | Чарты | Примечания |
| - | -------- | ----------------- | -------------- | ----- | ---------- |
| 1 | Angina   | 1999 год в музыке | Napalm Records |       |            |
| 6 | Rubicon  | 2007 год в музыке | Napalm Records |       |            |